# 安泰商場

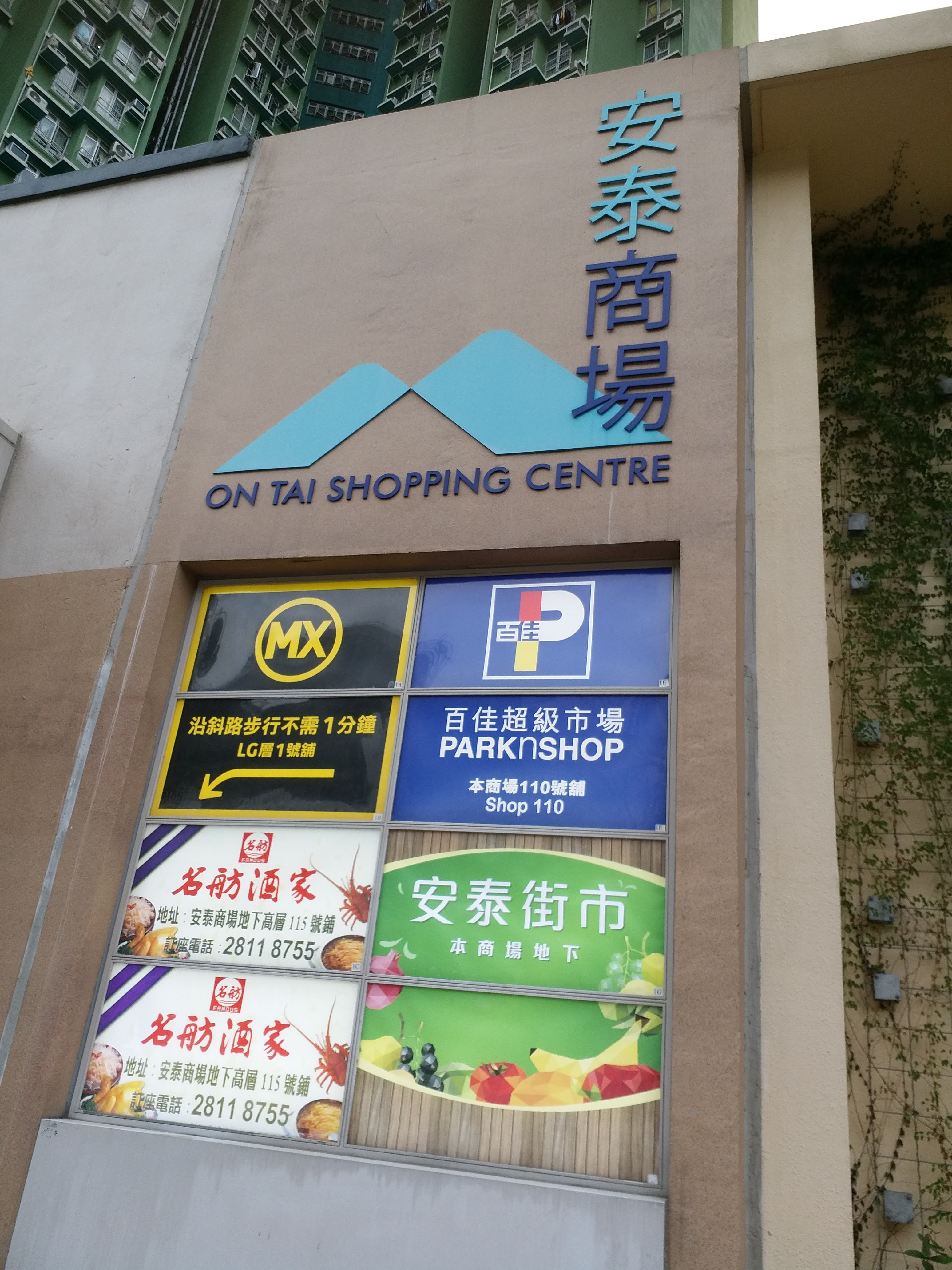
安泰商場外觀

安泰商場（英語：On Tai Shopping Centre）是香港購物商場，位於九龍秀茂坪安泰邨，屬於香港房屋委員會轄下商場，於2018年9月30日啟用。

## 商場簡介
安泰商場商場樓高兩層，總商用面積為4,400平方米，提供16間商舖（及一個整體出租街市）；部份商舖為街舖。
商場設有酒樓、餐廳、超級市場、診所以及其他零售行業。

## 商舖

### 低層地下（LG/F）

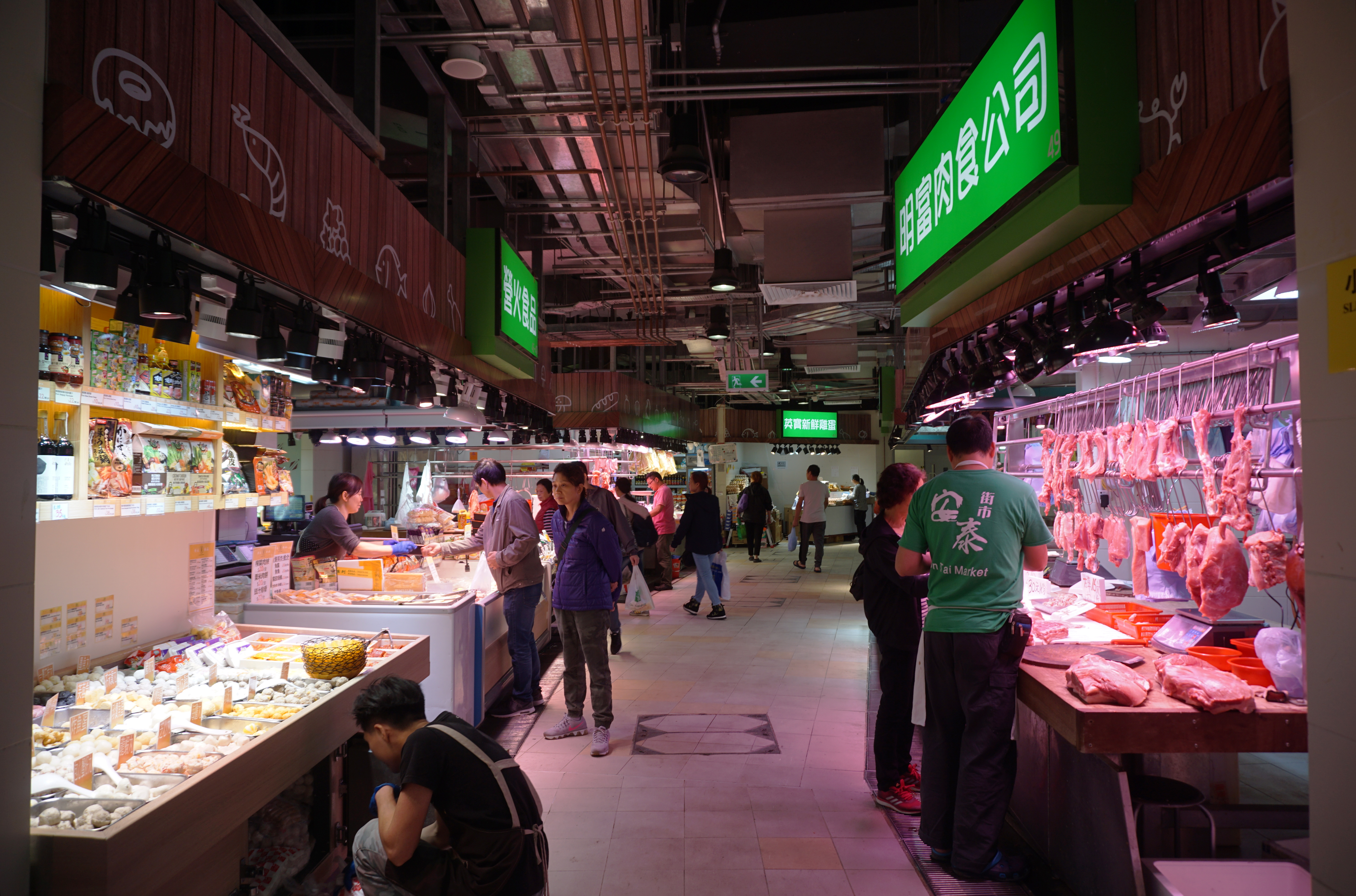
街市凍肉、蛋及鮮肉店
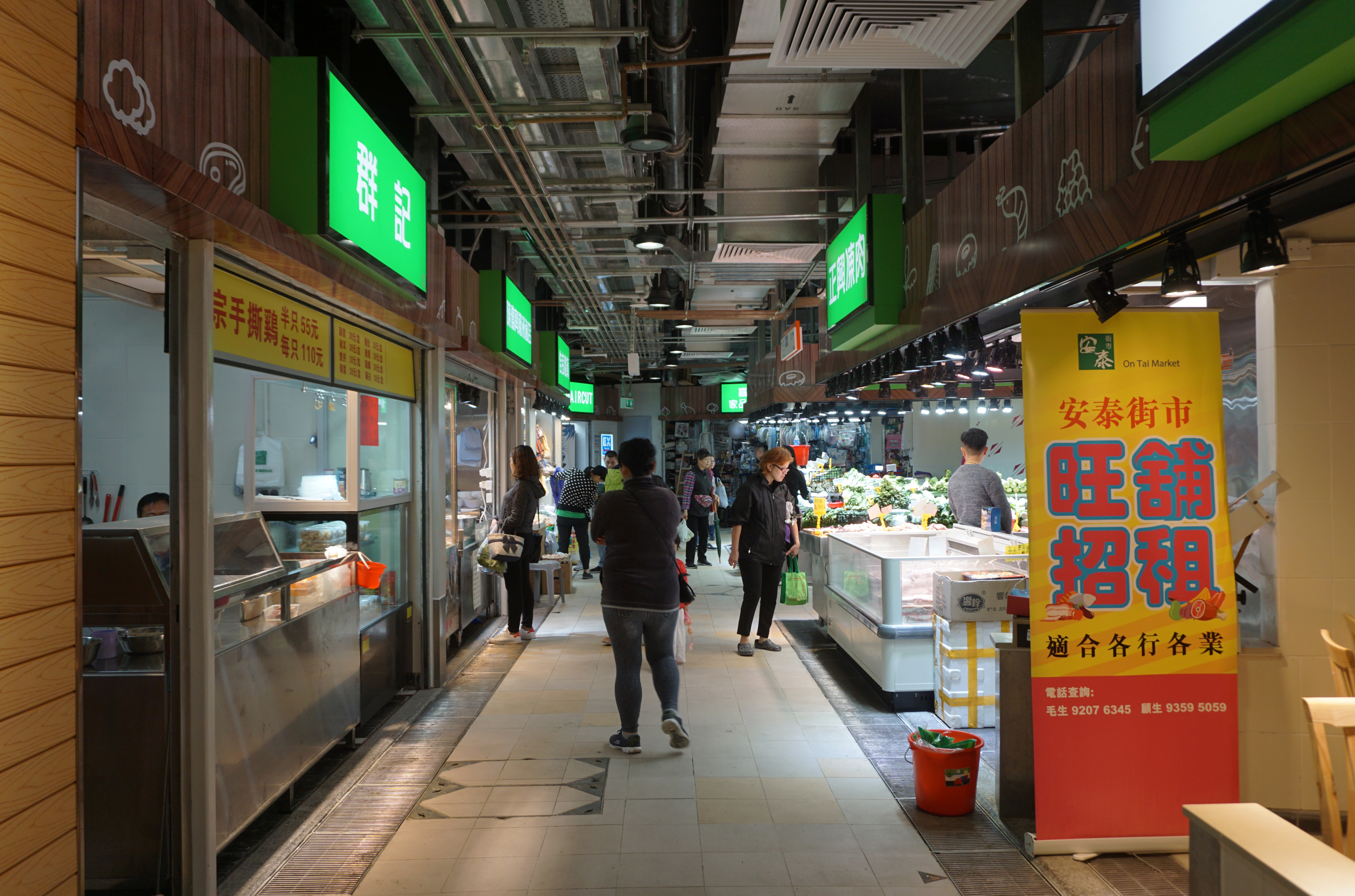
街市手撕雞專門店及菜檔
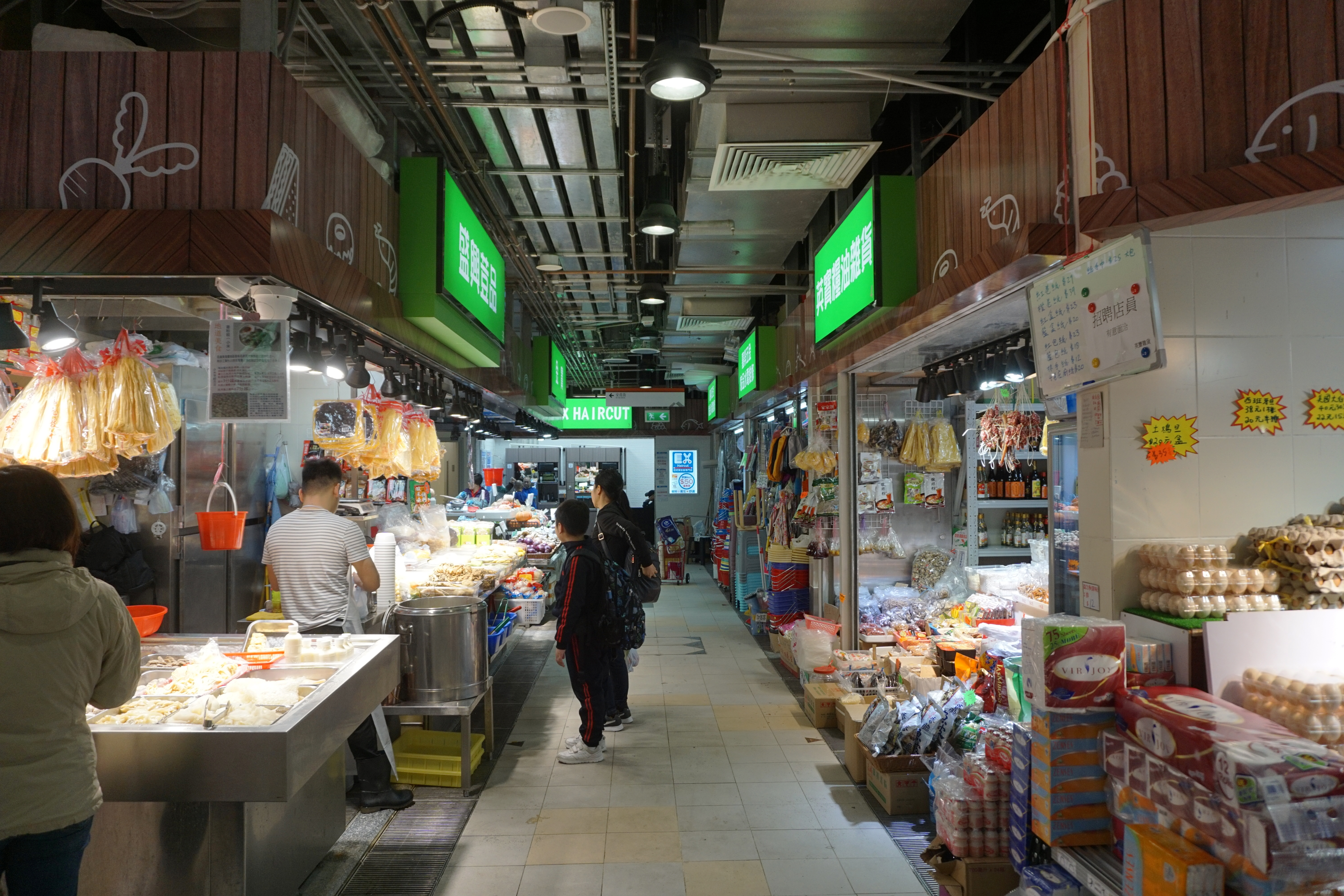
街市豆腐芽菜、單剪、家品水電維修及糧油雜貨店
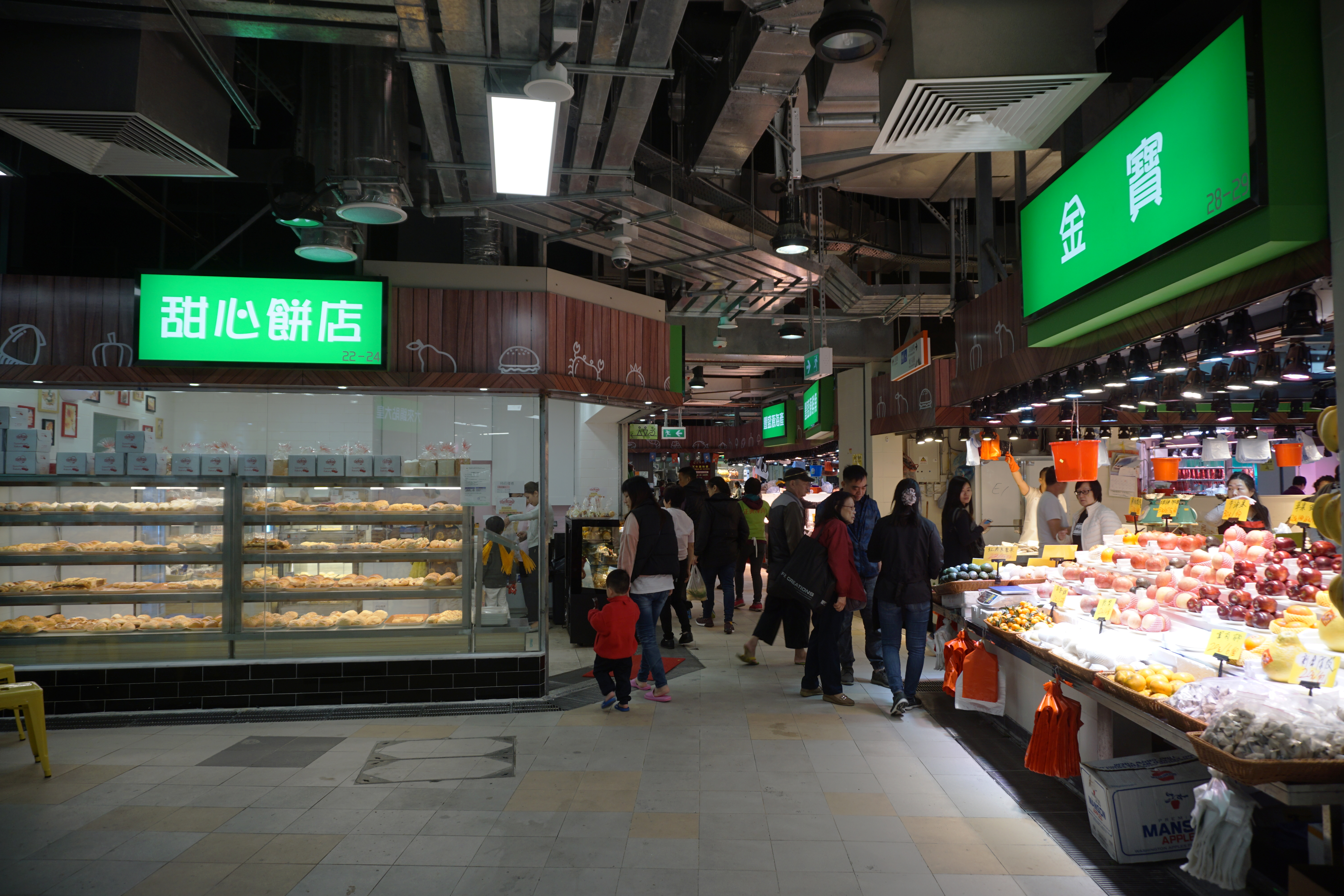
街市麵包及水果店
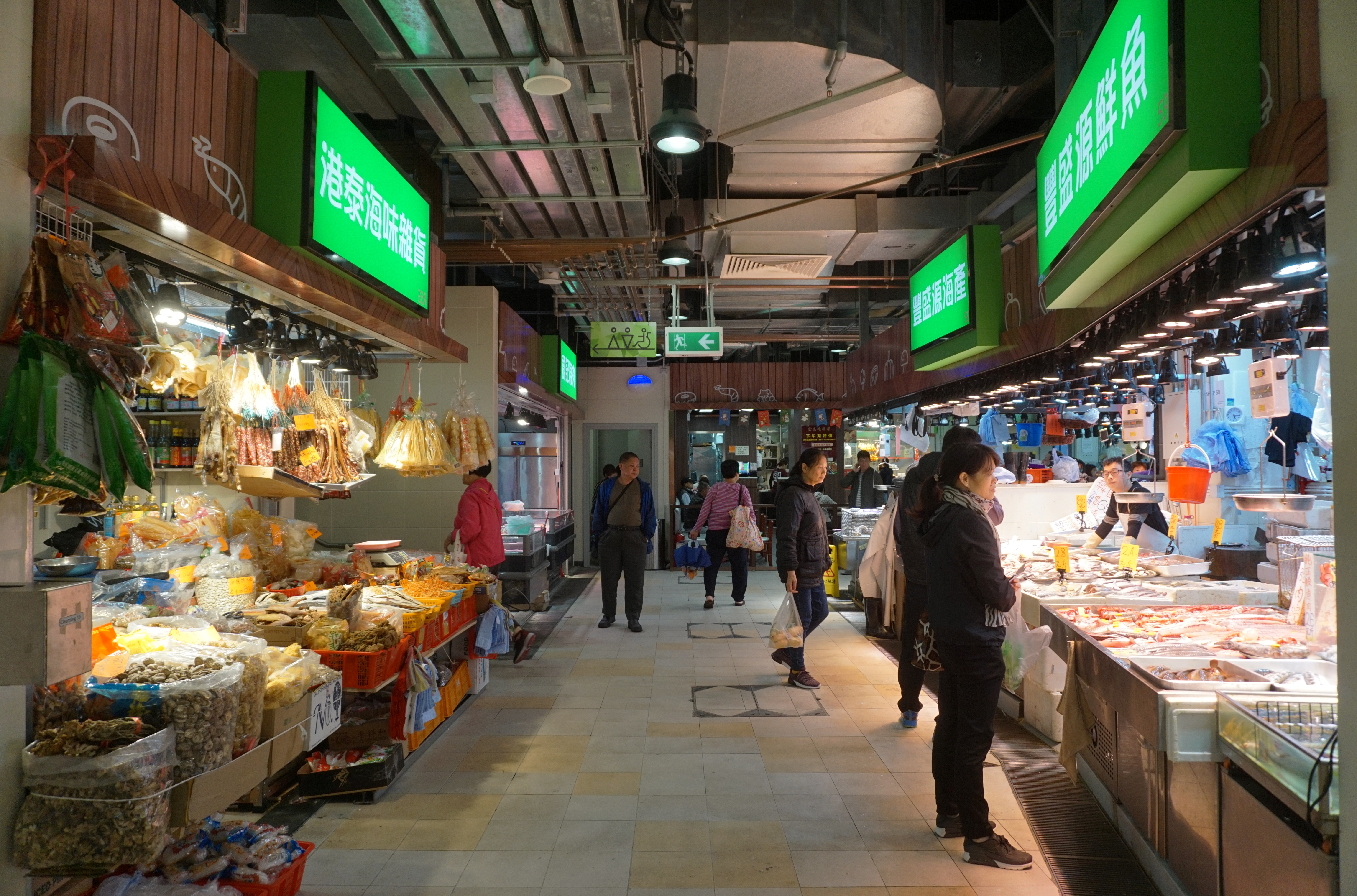
安泰街市海味店及魚檔
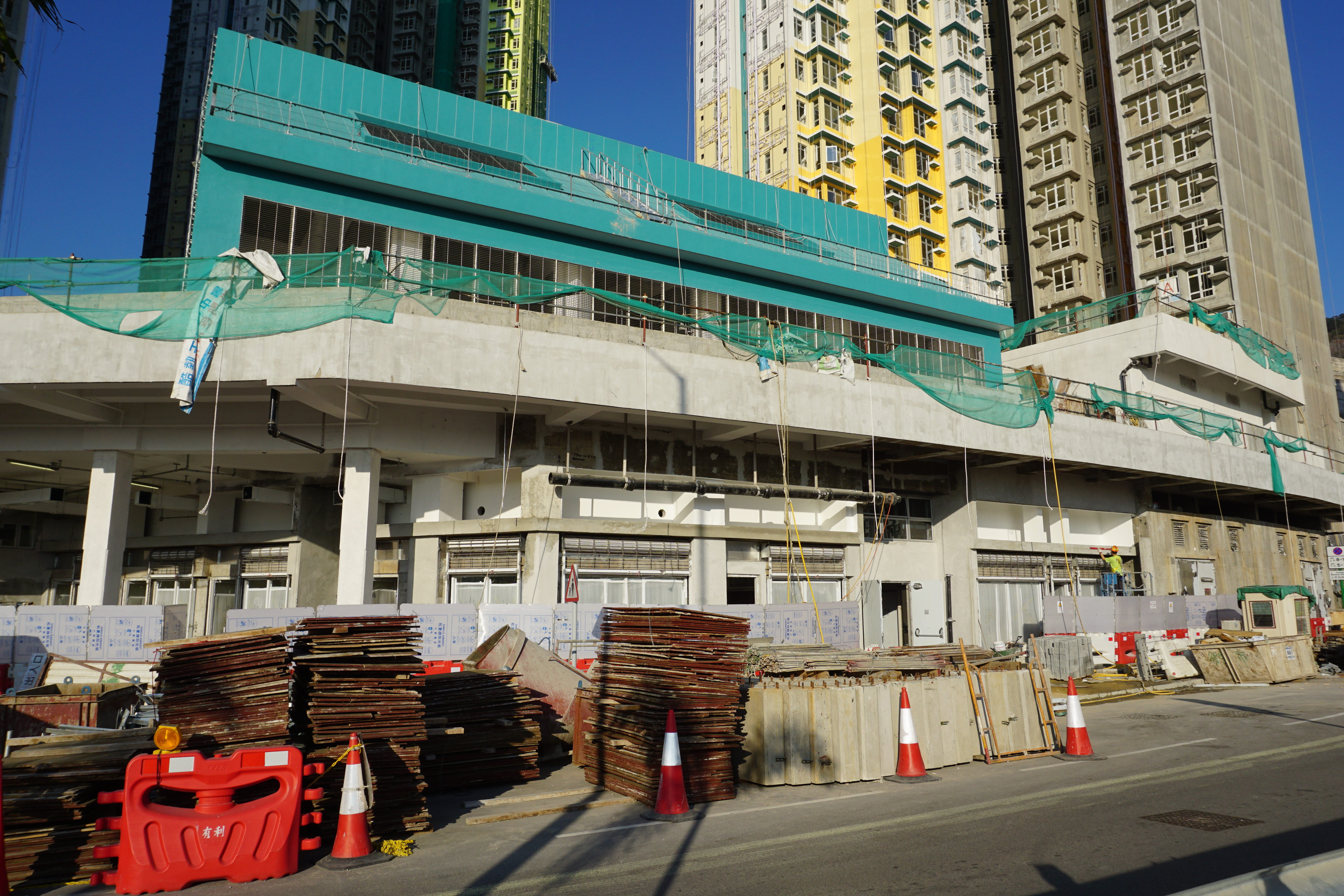
裝修中的安泰商場及街市（2018年1月）

### 高層地下（UG/F）

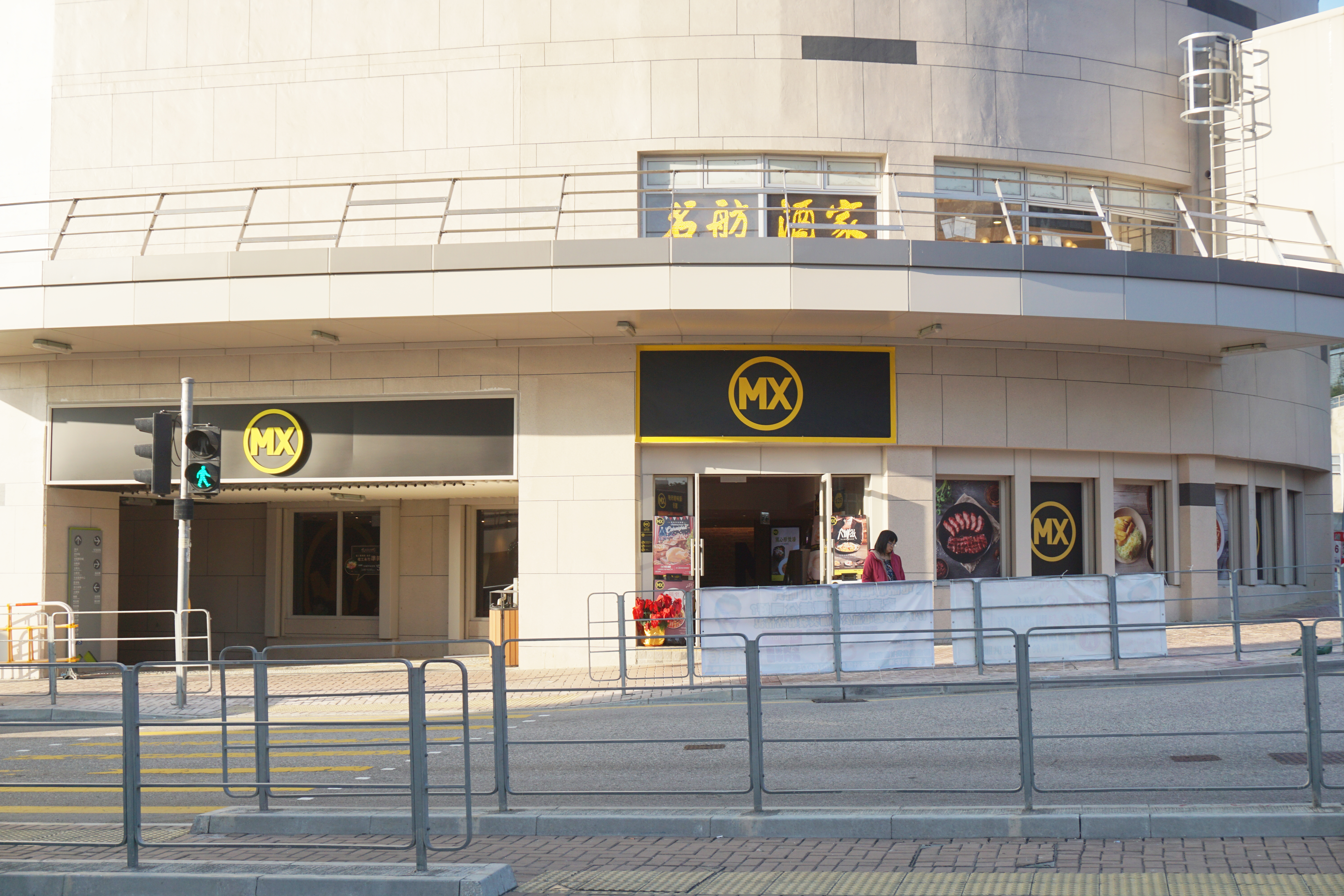
美心MX及酒樓
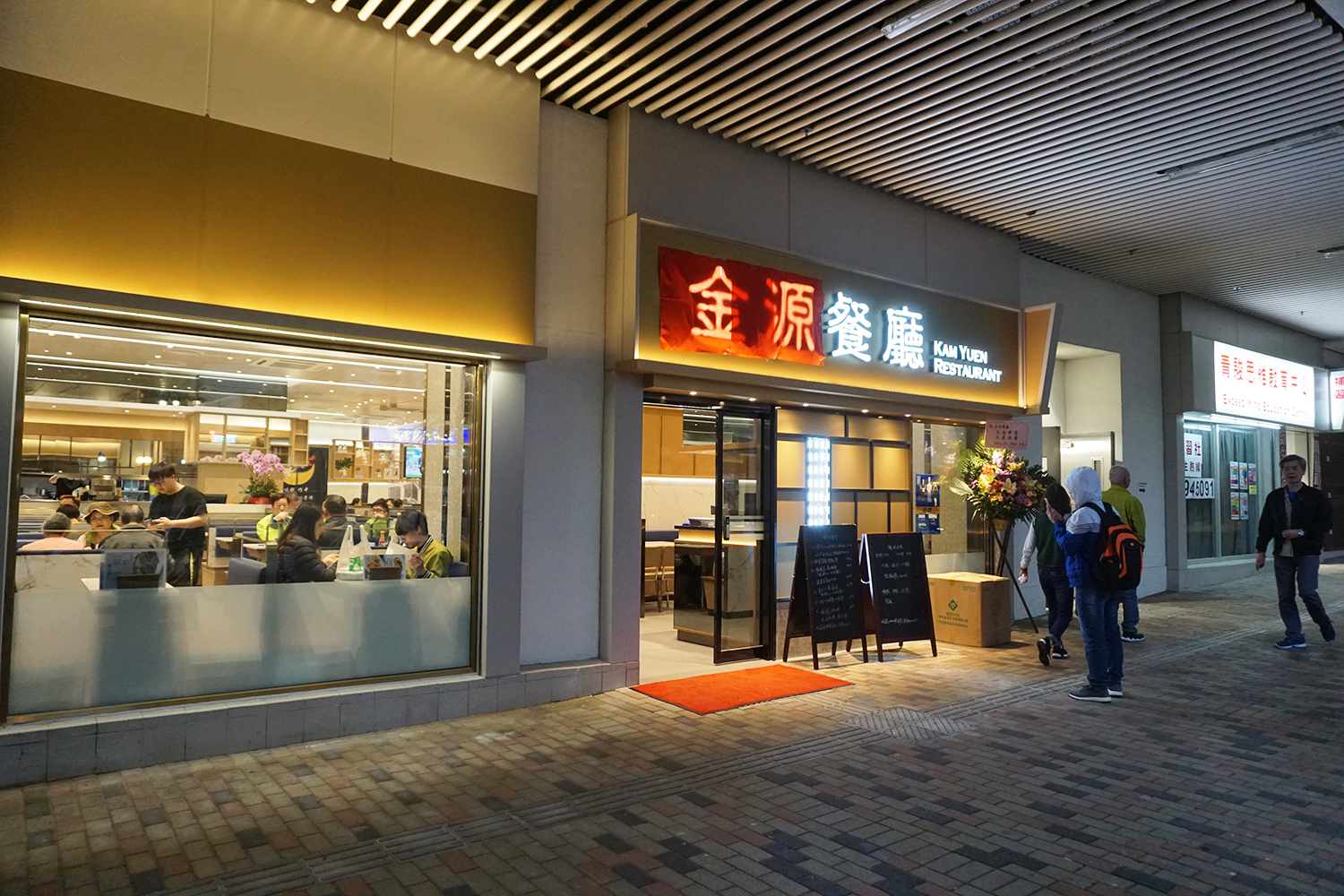
茶餐廳及教育中心
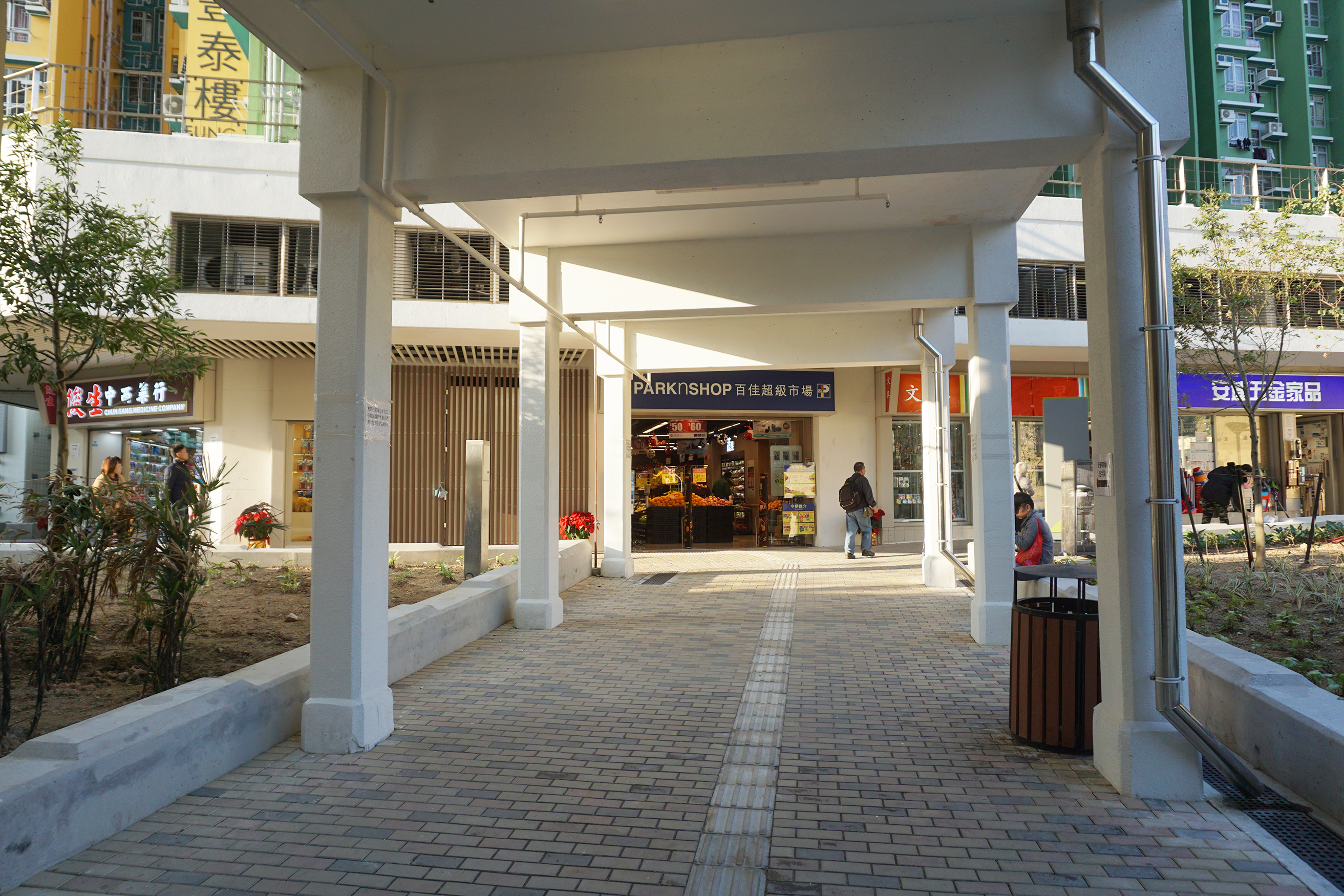
藥房、百佳超級市場[3]、文具及五金家品店
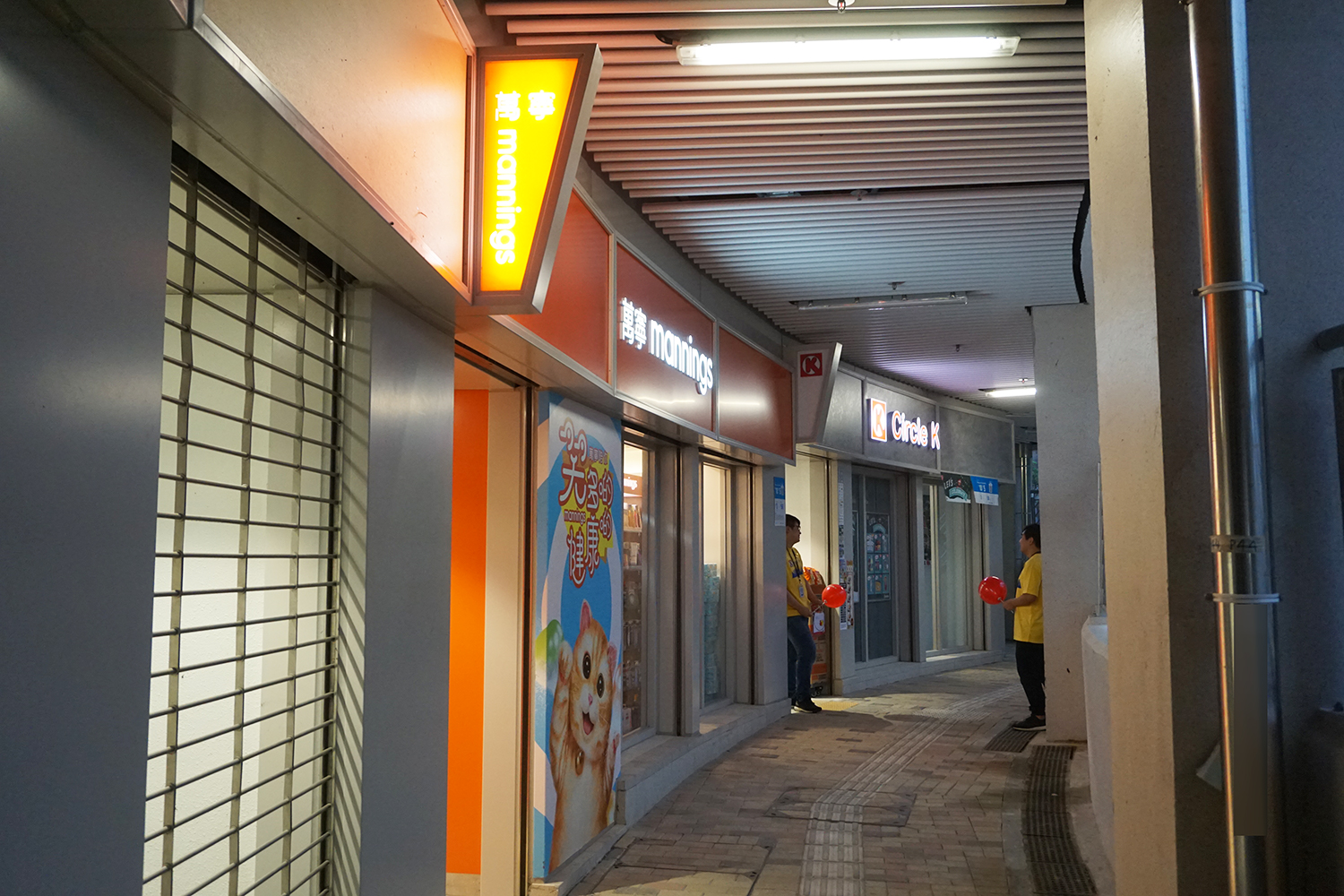
萬寧[4]及OK便利店
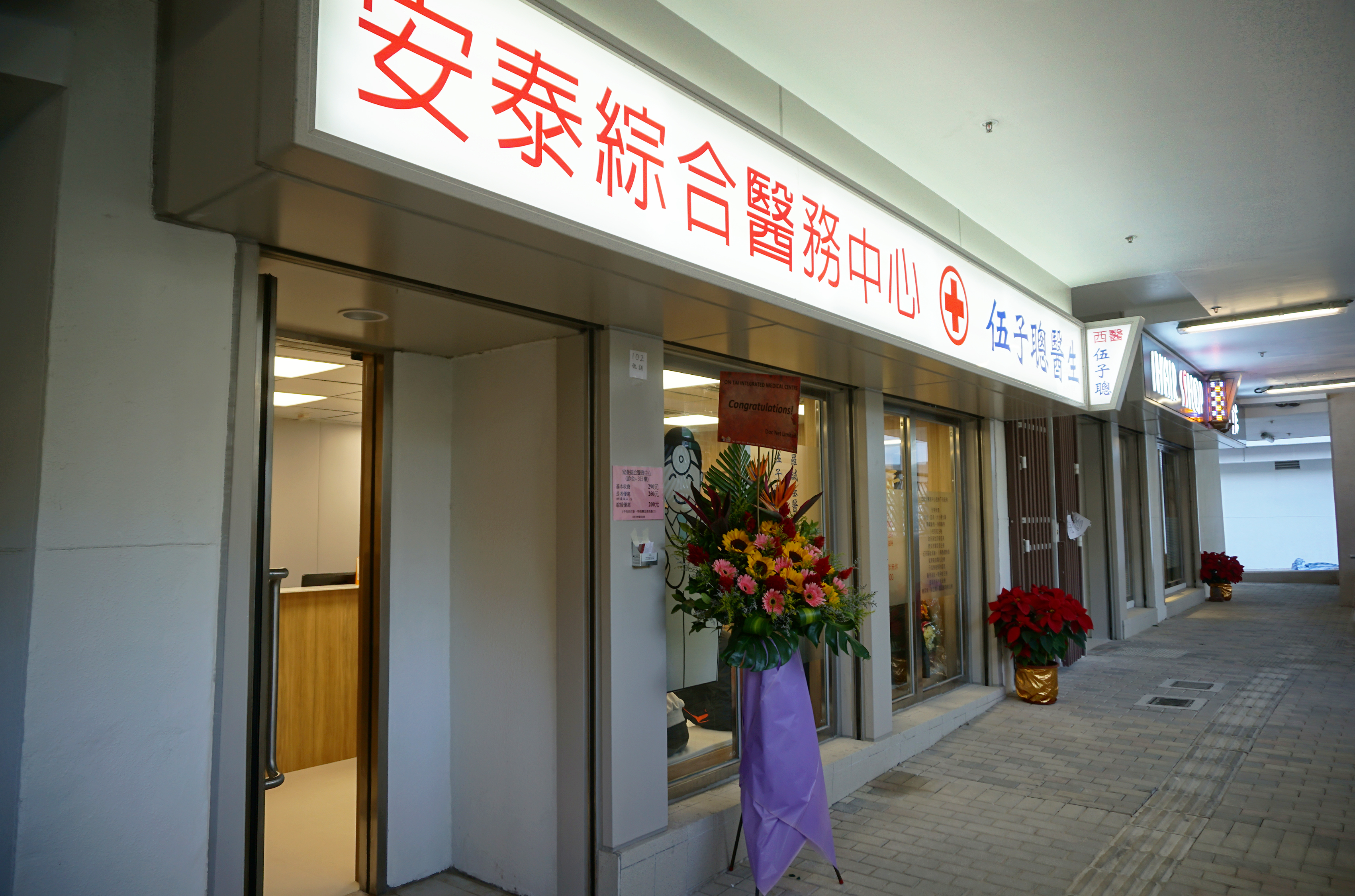
西醫診所及髮廊
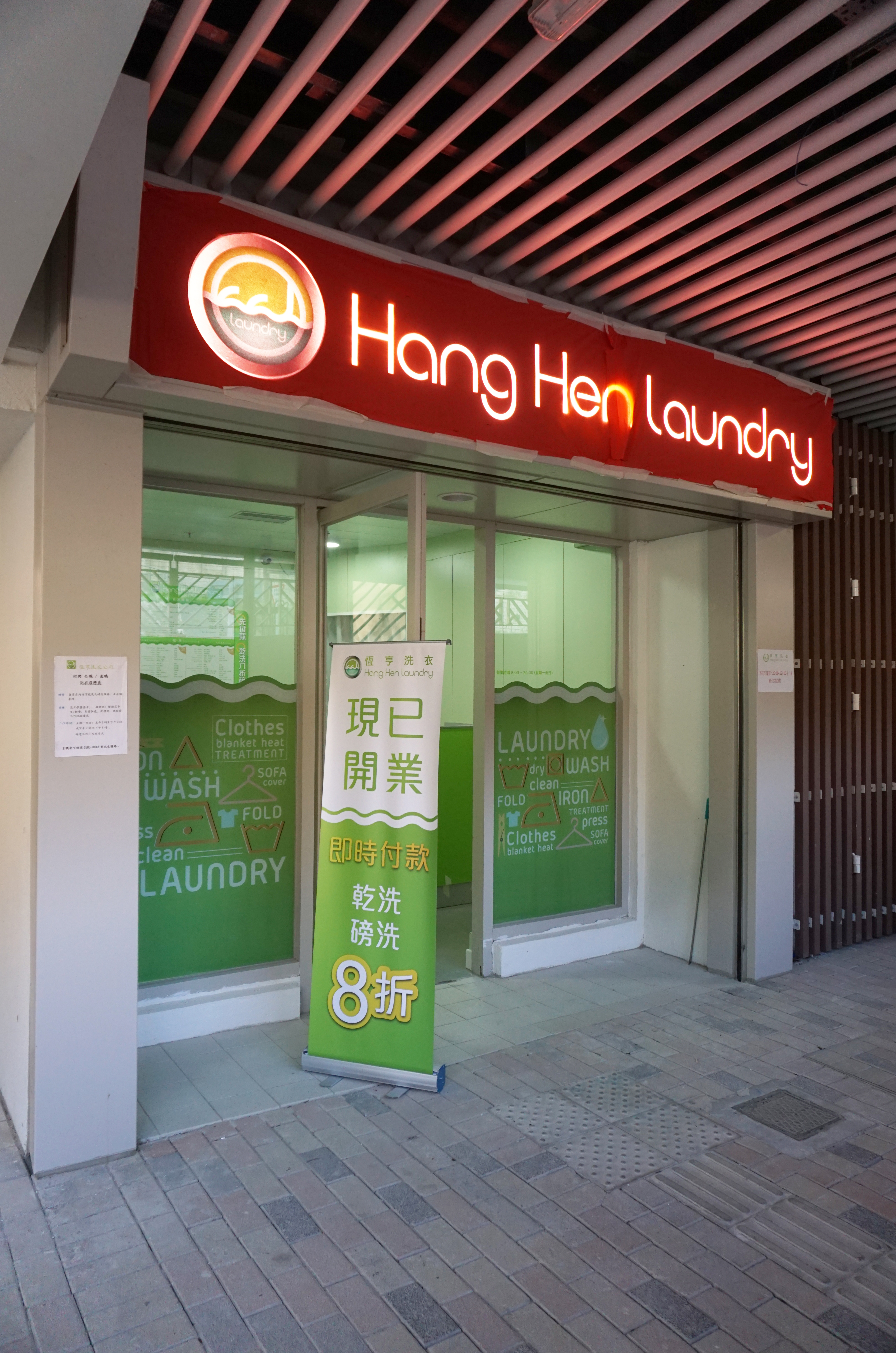
洗衣店